# Франческо Корао
Франческо Корао (на италиански: Francesco Corrao) е италиански лекар и психоаналитик.

## Биография
Роден е на 14 декември 1922 г. в Палермо, Италия. Първоначално учи медицина, но се увлича от философията и по-точно от древногръцката философия и епистемологията. След това започва да учи психоанализа при Алесандра Томази ди Палма. От 1952 г. е член на Италианското психоаналитично общество и обучаващ аналитик в института, който е основан от Никола Пероти. Томази ди Палма го запознава с работата на Мелани Клайн и той проявява интерес към нейните идеи, изразени в работата на Уилфред Бион, особено тяхното приложение в психоанализата на груповите дейности. Корао превежда работите на Бион на италиански и разпространява неговите идеи в Италия.
През 1969 г. той заедно със свои колеги и студенти създава кръга „Полайоло“. В периода 1969 – 1974 г. Корао става президент на Италианското психоаналитично общество.
Умира на 23 април 1994 година в Рим на 71-годишна възраст.